# Tân Lập, Đồng Phú
Tân Lập là một xã thuộc huyện Đồng Phú, tỉnh Bình Phước, Việt Nam.
Xã Tân Lập có diện tích 74,55 km², dân số năm 1999 là 7.942 người, mật độ dân số đạt 107 người/km².